# Architektur- und Bauuniversität Aserbaidschan
Die Architektur- und Bauuniversität Aserbaidschan (ABUA) (Aserbaidschanische Sprache: Azərbaycan Memarlıq və İnşaat Universiteti; Englische Sprache: Azerbaijan University of Architecture and Construction) ist eine Universität in Baku, Aserbaidschan.

## Geschichte
Die Architektur- und Bauuniversität Aserbaidschan (ABUA) wurde 1920 als „Fakultät für Bauwesen“ an der Staatlichen Universität Baku gegründet. Die ABUA wurde mehrmals umstrukturiert und erhielt 1975 ihre Anerkennung als autonomes Institut, ab 1992 den Status einer Universität. 2002 erfolgte die heutige Namensgebung „Architektur und Bauuniversität Aserbaidschan“.

## Organisation
Die Universität bildet circa 5.000 Studenten in 38 Fachrichtungen an acht Fakultäten aus. An den 44 Lehrstühlen und fünf wissenschaftlichen Laboratorien lehren 44 Professoren und über 600 Dozenten in den Bachelor und Masterstudiengängen. Derzeitige Rektorin ist Gulchohra Huseyn q. Mammadova.
Seit 2002 wird zusammen mit der Universität Montpellier und der Universität Florenz der Masterstudiengang „Gebäudewirtschaft, -Gebäudebau, Gebäudeschutz“ angeboten.

## Fachgebiete
- Architektur
- Bauwesen
- Wasserwirtschaft
- Technische Gebäudeausrüstung
- Verkehrswesen
- Bautechnologie
- Bauwirtschaft